# Chen Chi-mai

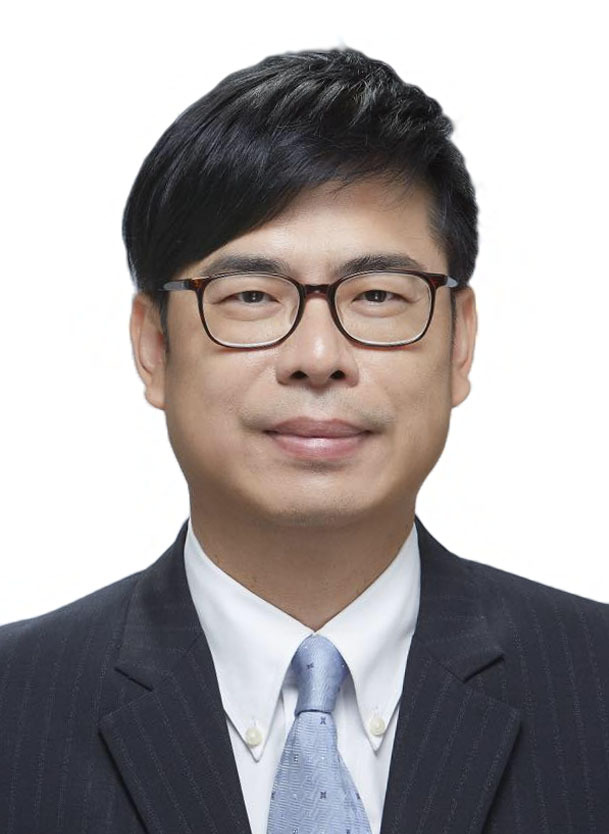
Chen Chi-mai (2019)

Chen Chi-mai (chinesisch 陳其邁, Pinyin Chén Qímài, taiwanisch: Tân Kî-māi; * 23. Dezember 1964 in Keelung) ist ein taiwanischer Politiker der Demokratischen Fortschrittspartei (DPP), ehemaliger Abgeordneter im Legislativ-Yuan und seit dem 1. August 2020 Bürgermeister der regierungsunmittelbaren Stadt Kaohsiung.

## Frühe Karriere
Chen Chi-mai wurde in der nordtaiwanischen Stadt Keelung geboren, doch er wuchs in der Stadt Kaohsiung im Süden auf. Er studierte an der Medizinischen Chung-Shan-Universität in Taichung und Präventivmedizin an der Nationaluniversität Taiwan in Taipeh. 1994 schloss er sein Studium mit dem Master of Science ab und praktizierte danach am Chang Gung Memorial Hospital in Taoyuan. 1996 war er Dozent an der Medizinischen Universität Taipeh.
Chens Vater Chen Che-nan war zwischen 1987 und 1994 Abgeordneter im Legislativ-Yuan, dem taiwanischen Parlament. Durch ihn kam auch Chen Chi-mai früh zur Politik. 1996 kandidierte er selbst in Kaohsiung erfolgreich für den Einzug in den Legislativ-Yuan, dem er in den folgenden acht Jahren angehörte und wo er zeitweise als Fraktionschef der DPP fungierte. 2004 wurde er vom Präsidenten Chen Shui-bian zum Minister ohne Geschäftsbereich und Sprecher des Exekutiv-Yuans ernannt. 

## Geschäftsführender Bürgermeister von Kaohsiung (2005)
Am 1. Februar 2005 übernahm Chen Chi-mai das Amt des geschäftsführenden Bürgermeisters von Kaohsiung, als der bisherige Amtsträger Hsieh Chang-ting zum Premierminister ernannt wurde. Im August kam es zu Ausschreitungen thailändischer Arbeiter, die beim Bau der Kaohsiunger U-Bahn angestellt waren und gegen schlechte Arbeits- und Lebensbedingungen protestierten. Chen wurde für seinen Umgang mit dem Vorfall kritisiert, übernahm die Verantwortung und trat am 26. September vom Amt des Bürgermeisters zurück.
Nach einem Studienaufenthalt an der London School of Economics war Chen von 2007 bis 2008 war als Vize-Generalsekretär des taiwanischen Präsidentenbüros tätig und von 2011 bis 2012 Sprecher seiner Partei. 2012 kandidierte er, diesmal als DPP-Listenkandidat, erfolgreich bei der Wahl zum Legislativ-Yuan, zog erneut als Abgeordneter ins Parlament ein und wurde 2016 wiedergewählt.

## Bürgermeister von Kaohsiung
Im Dezember 2018 kandidierte Chen für das Amt des Bürgermeisters von Kaohsiung, musste sich jedoch in der jahrzehntelangen DPP-Hochburg überraschend dem Kandidaten der Kuomintang Han Kuo-yu geschlagen geben.
2019 ernannte Präsidentin Tsai Ing-wen Chen zum taiwanischen Vize-Premierminister.
Nach der Amtsenthebung Han Kuo-yus kandidierte Chen bei der notwendigen Neuwahl erneut für das Amt des Kaohsiunger Bürgermeisters und wurde am 15. August 2020 mit 70 % der Stimmen gewählt. 2022 wurde er mit 58,10 % der Stimmen wiedergewählt. Zwischen 2022 und 2023 fungierte er nach dem Rücktritt Tsai Ing-wens als geschäftsführender Vorsitzender der DPP.
Im Bereich der Lokalpolitik  kündigte Chen im Jahr 2022 für Kaohsiung die Errichtung eines “Halbleiter-Korridors” und eines 5G-Technologieparks im Bereich Internet der Dinge in der Asia New Bay Area an.

## Politische Positionen
Chen Chi-mai gehörte der von 1991 bis 2006 bestehenden DPP-internen und dem dem ersten DPP-Präsidenten Taiwans Chen Shui-bian nahestehenden Faktion Gerechtigkeitsallianz an und war zeitweise ihr Generalsekretär. Die Gruppierung war der gemäßigten Mitte der Partei zuzuordnen, die im Taiwan-Konflikt die Erhaltung des Status quo ohne formelle Erklärung der taiwanischen Unabhängigkeit befürwortet. Ende 2023 warnte Chen vor einer wirtschaftlichen Abhängigkeit von China.

## Trivia
Chen Chi-mai ist seit seiner Studienzeit ein begeisterter Sporttaucher.